# 5992 Nittler
5992 Nittler è un asteroide della fascia principale. Scoperto nel 1981, presenta un'orbita caratterizzata da un semiasse maggiore pari a 2,6786534 UA e da un'eccentricità di 0,0858309, inclinata di 8,94775° rispetto all'eclittica.